# Butskoppen
De butskoppen (Hyperoodon) zijn een geslacht van walvissen uit de familie der spitssnuitdolfijnen (Ziphiidae).

## Verwantschap
Volgens morfologische analyses is dit geslacht het nauwste verwant aan het geslacht Mesoplodon; genetische gegevens komen echter niet verder dan een groep van de butskoppen, Mesoplodon, de spitssnuitdolfijn van Tasmanië (Tasmacetus shepherdi) en de dolfijn van Cuvier (Ziphius cavirostris) (met Berardius als zustergroep van de andere spitssnuitdolfijnen). Er zijn echter ook genetische analyses geweest waarin Indopacetus als de zustergroep van de andere spitssnuitdolfijnen werd gezien.

## Soorten
Er bestaan twee soorten in dit geslacht:
- Hyperoodon ampullatus – Noordelijke butskop
- Hyperoodon planifrons – Zuidelijke butskop

De zuidelijke butskop wordt soms in een apart ondergeslacht Frasercetus Moore, 1968 geplaatst.

## Verspreiding
Dit geslacht komt voor in de noordelijke Atlantische Oceaan en in alle zuidelijke wateren.